# Montreux-Vieux
Montreux-Vieux (en alsacià Àltmínschtràl) és un municipi francès, situat a la regió del Gran Est, al departament de l'Alt Rin. L'any 2005 tenia 837 habitants. Limita amb el Territori de Belfort i el municipi de Montreux-Château.

## Demografia
| 1962 | 1968 | 1975  | 1982 | 1990 | 1999 |
| ---- | ---- | ----- | ---- | ---- | ---- |
| 917  | 967  | 1.010 | 969  | 905  | 769  |

## Administració
| Període | Identitat     | Partit |
| ------- | ------------- | ------ |
| 2001-   | André Trabold |        |

## Personatges il·lustres
- Joseph Rossé, autonomista alsacià.